# Мінеральні радонові води Вінниччини
Мінеральні радонові води Вінниччини
Розвідане та експлуатується Хмельницьке родовище мінеральних радонових вод, відкрите в 1935 році.
Родовище складається з п'яти ділянок: Лісової, Курортної, Голодькінської, Угринівської та Острівної.
Води переважно гідрокарбонатні кальцієві і кальцієво-магнієві слабкої мінералізації — 0,4-0,9 г/дм3. Концентрація радону в водах коливається від 5 до 200 нКu/дм3, що згідно з класифікацією мінеральних радонових вод відповідає водам від дуже слаборадонові до радонових середньої концентрації. Виняток становить Острівна ділянка, де раніше зустрічалися слабовуглекислі гідрокарбонатно-хлоридні кальцієво-натрієві води з мінералізацією 5,0-6,5 г/дм3 і високим вмістом органічних речовин — до 47,7 мг/дм3. Однак внаслідок інтенсивного видобутку мінералізація вод знизилася до 2,4 г/дм3. Концентрація радону в водах цієї ділянки коливається в межах від 3 до 25 нКu/дм3.
Радонові води Хмільницького родовища уже протягом півстоліття інтенсивно використовуються в лікувальних цілях.
Експлуатація Немирівського родовища радонових вод розпочата недавно в режимі дослідної видобутку.
Родовище приурочене до потужної тектонічної зоні в породах кристалічного фундаменту. Води слаборадонові (10-25 нКu/дм3) слобкомінералізовані (0,6-1,1 г/дм).
Запаси мінеральних радонових вод по двох бурових свердловинах оцінені по категорії С1 в кількостях відповідно: 168 і 242 м3 / добу.